# 알로나 해변

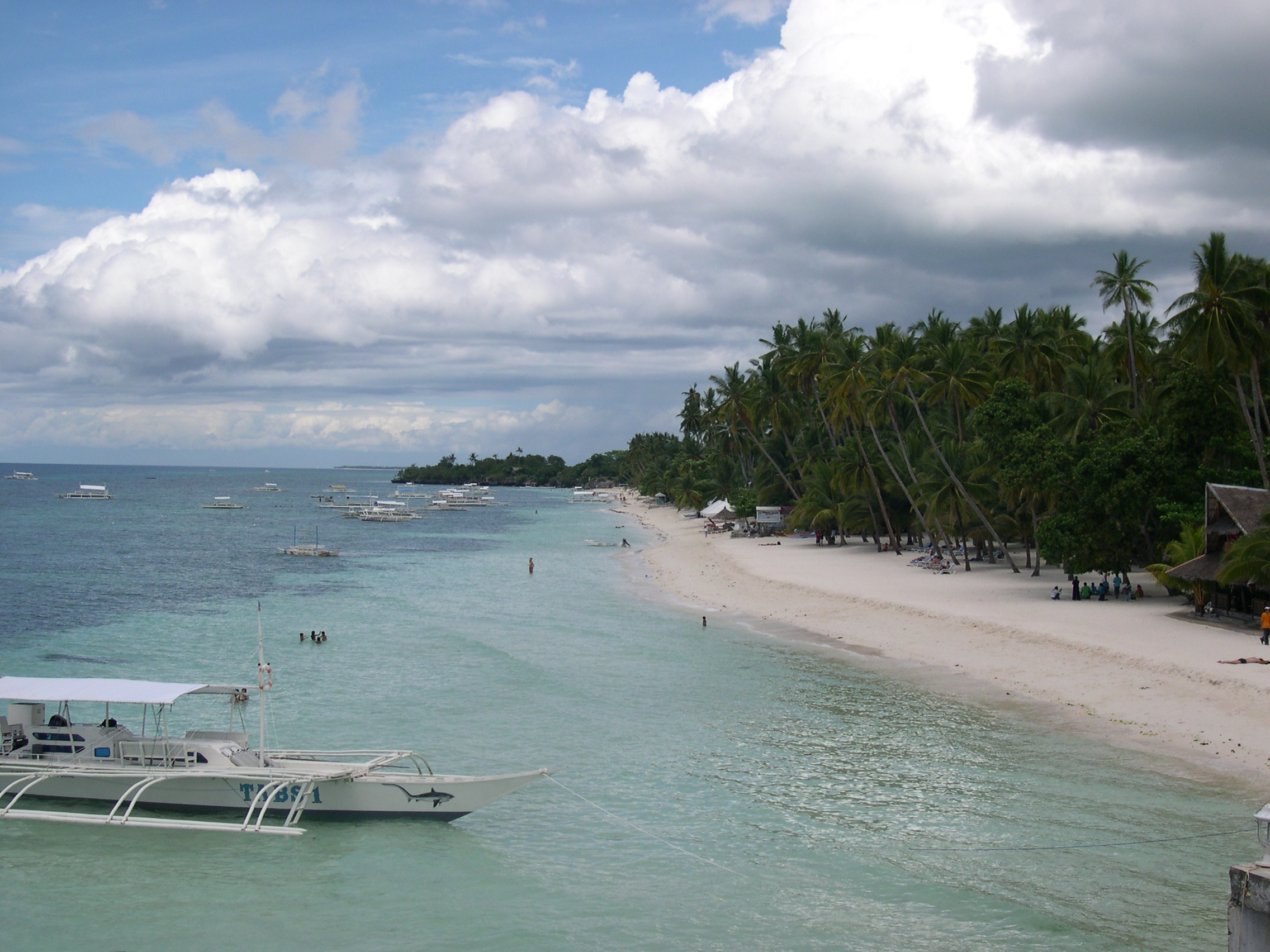
알로나 해변

알로나 해변(영어: Alona Beach)은 필리핀 비사야 제도 보홀주 팡라오섬 남서쪽 끝에 위치한 공공 해변이다. 이 해변은 보홀 팡라오 국제공항에서 2마일도 안 되는 거리에 있다. 이 해변은 흰 모래, 바위 절벽, 1 킬로미터 (0.62 mi) 길이의 해변을 따라 늘어선 상업 시설로 유명하다. 해변은 산호초 근처에 위치하고 있으며 인기 있는 스쿠버 다이빙과 스노클링 장소다.
해변의 이름은 필리핀 여배우 알로나 알레그레의 이름을 따서 지어졌다.